# Coppa Latina 2018 (hockey su pista)
La Coppa Latina 2018 è stata la 29ª edizione dell'omonima competizione europea di hockey su pista riservata alle squadre nazionali. Il torneo ha avuto luogo dal 30 marzo al 1º aprile 2018.
La vittoria finale è andata alla nazionale della Spagna che si è aggiudicata il torneo per la dodicesima volta nella sua storia.

## Formula
La Coppa Latina 2016 vede la partecipazione delle nazionali Under-23 della Francia, dell'Italia, del Portogallo e della Spagna. La manifestazione fu organizzata con un girone all'italiana, con gare di sola andata di 3 giornate: erano assegnati tre punti per l'incontro vinto, un punto a testa per l'incontro pareggiato e zero la sconfitta. Al termine del torneo la squadra prima classificata venne proclamata vincitrice della coppa.

## Risultati
| Squadra    | Pt | G | V | N | P | GF | GS | DG |
| ---------- | -- | - | - | - | - | -- | -- | -- |
| Spagna     | 6  | 3 | 2 | 0 | 1 | 18 | 10 | +8 |
| Italia     | 6  | 3 | 2 | 0 | 1 | 12 | 11 | +1 |
| Francia    | 6  | 3 | 2 | 0 | 1 | 9  | 10 | -1 |
| Portogallo | 0  | 3 | 0 | 0 | 3 | 11 | 19 | -8 |

| Saint-Omer 30 marzo 2018 | Italia | 2 – 6 | Spagna | Salle des Sports du Brockus |

| Saint-Omer 30 marzo 2018 | Francia | 4 – 3 | Portogallo | Salle des Sports du Brockus |

| Saint-Omer 31 marzo 2018 | Spagna | 9 – 4 | Portogallo | Salle des Sports du Brockus |

| Saint-Omer 31 marzo 2018 | Francia | 1 – 4 | Italia | Salle des Sports du Brockus |

| Saint-Omer 1º aprile 2018 | Portogallo | 4 – 6 | Italia | Salle des Sports du Brockus |

| Saint-Omer 1º aprile 2018 | Francia | 4 – 3 | Spagna | Salle des Sports du Brockus |